# Moderatore della curia
Il moderatore della curia, sotto l'autorità del vescovo di una diocesi della Chiesa cattolica, coordina l'esercizio dei doveri amministrativi e sovrintende a coloro che ricoprono incarichi e ministeri nell'amministrazione diocesana. Deve essere un presbitero. L'ufficio è stato variamente descritto come equivalente a quello di direttore operativo. Sebbene esso sia stato incluso per la prima volta nel Codice di diritto canonico del 1983, il concetto è molto più antico.
Il vescovo non è tenuto a nominare un moderatore della curia e può esercitare egli stesso questo incarico o delegarne le funzioni ad altri. Di solito tale ufficio è ricoperto dal vicario generale, o da uno di essi, qualora la diocesi ne abbia più di uno.
Il moderatore della curia è vincolato al vescovo al principio generale che "le strutture diocesane debbono essere sempre al servizio del bene delle anime e che le esigenze organizzative non debbono anteporsi alla cura delle persone. Occorre, perciò, fare in modo che l'organizzazione sia agile ed efficiente, estranea ad ogni inutile complessità e burocratismo, con l'attenzione sempre rivolta al fine soprannaturale del lavoro".
Il termine "moderatore" si riferisce anche ad un presbitero che dirige l'attività pastorale comune e risponde davanti al vescovo per un gruppo di parroci cui è affidata una parrocchia o un gruppo di parrocchie (CIC can. 517).